# Asclepias humistrata
Asclepias humistrata är en oleanderväxtart som beskrevs av Thomas Walter. Asclepias humistrata ingår i släktet sidenörter, och familjen oleanderväxter. Inga underarter finns listade i Catalogue of Life.